# Men's Needs
Men's Needs is de eerste single van het album Men's Needs, Women's Needs, Whatever van The Cribs. Het is de grootste hit die The Cribs tot nu toe in het Verenigd Koninkrijk hadden. Het behaalde tot op heden plaats 17 in de UK Singles Chart.
Het nummer is geproduceerd door Franz Ferdinands Alexander Kapranos.

## Tracks

### CD
1. Men's Needs
2. The Fairer Sex
3. Men's Needs (CSS Remix)

### 7" Vinyl #1
1. Men's Needs
2. Tonight

### 7" Vinyl #2
1. Men's Needs
2. I've Tried Everything

### Download
1. Men's Needs - Principal Participant Remix